# جورج ملفورد
جورج ملفورد (انگلیسی: George Melford؛ ‏ ۱۹ فوریهٔ ۱۸۷۷ – ۲۵ آوریل ۱۹۶۱) بازیگر و کارگردان اهل ایالات متحده آمریکا بود. وی بین سال‌های ۱۹۰۹ تا ۱۹۶۰ میلادی فعالیت می‌کرد.
از فیلم‌های او می‌توان به گردآوری اشاره کرد.